# Cable Dahmer Arena
La Cable Dahmer Arena, nommée précédemment Independence Events Center ainsi que Silverstein Eye Centers Arena, est une salle omnisports située à Independence (Missouri) aux États-Unis.

## Configuration
En configuration aréna, sa capacité est de 5 800 places assises. Pour les spectacles, sa capacité peut aller jusqu'à 7 000 places.

## Équipes résidentes
Depuis 2009, la salle est le domicile des Mavericks du Missouri, équipe de hockey sur glace qui évolue en ECHL. Depuis 2010, elle accueille également les Missouri Comets (en), équipe de la Major Arena Soccer League (en).